# Tanystropheus
Genre
Espèces de rang inférieur
- † T. conspicuus Meyer, 1852 (espèce type)
- † T. longobardicus (Bassani, 1886)
- † T. meridensis Wild, 1980

Synonymes
- †Tribelesodon Bassani, 1886
- † Procerosaurus von Huene, 1902

Tanystropheus est un genre fossile d'archosauromorphes carnivores et piscivores quadrupèdes d'environ six mètres de long, appartenant à l’ordre des Prolacertiformes. Il a vécu au cours du Trias (242-205 Ma) ; ses restes fossiles sont connus en Europe, en Palestine et en Chine.

## Fossiles découverts
Le premier fossile a été découvert en 1852. Il vivait au Trias moyen. Sa taille est estimée à six mètres de long mais de plus petits spécimens, peut-être des jeunes, ont également été trouvés qui ne dépassaient pas les trois mètres de long.

## Étymologie
Le nom de genre Tanystropheus est composé de deux mots du grec ancien τάνυς (long) et στροφάηυς (vertèbre), évoquant la longueur exceptionnelle de ses vertèbres cervicales.

## Description
Les Tanystropheus sont caractérisés par un cou très allongé, portant une tête petite, munie de dents acérées, et pouvant atteindre à lui seul trois mètres, soit la moitié de la longueur de l'animal. Le cou de l'animal ne compte pourtant que 12 à 13 vertèbres, mais extrêmement allongées.

## Paléobiologie

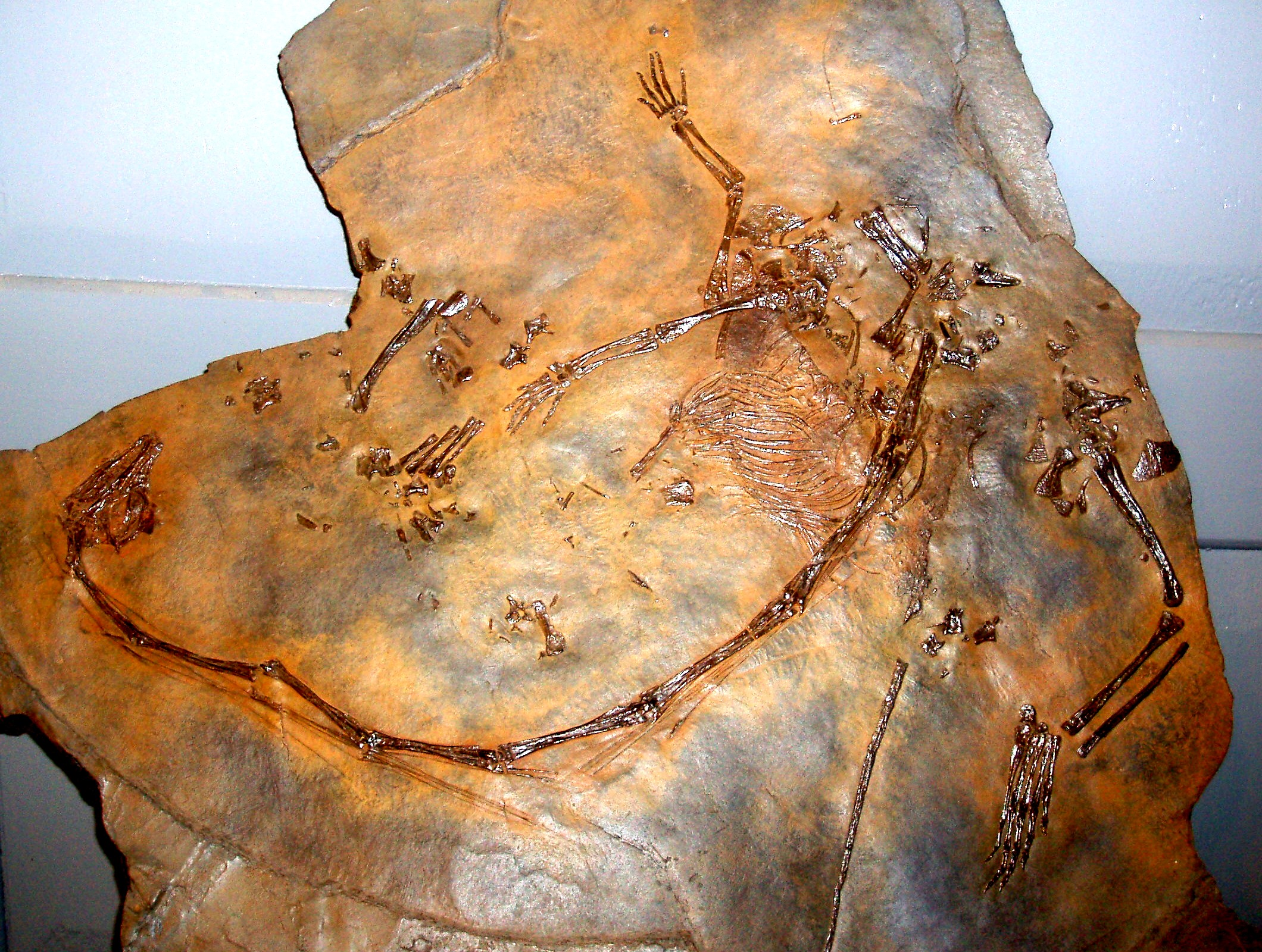
Fossile de Tanystropheus longobardicus.

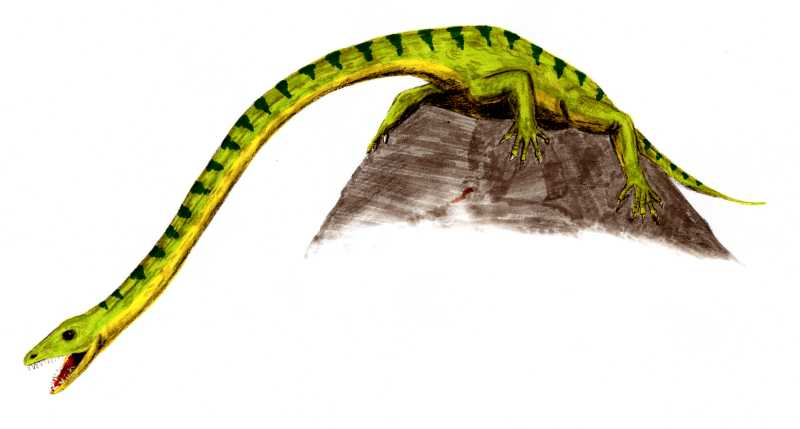
Peinture de Tanystropheus par Nobu Tamura.

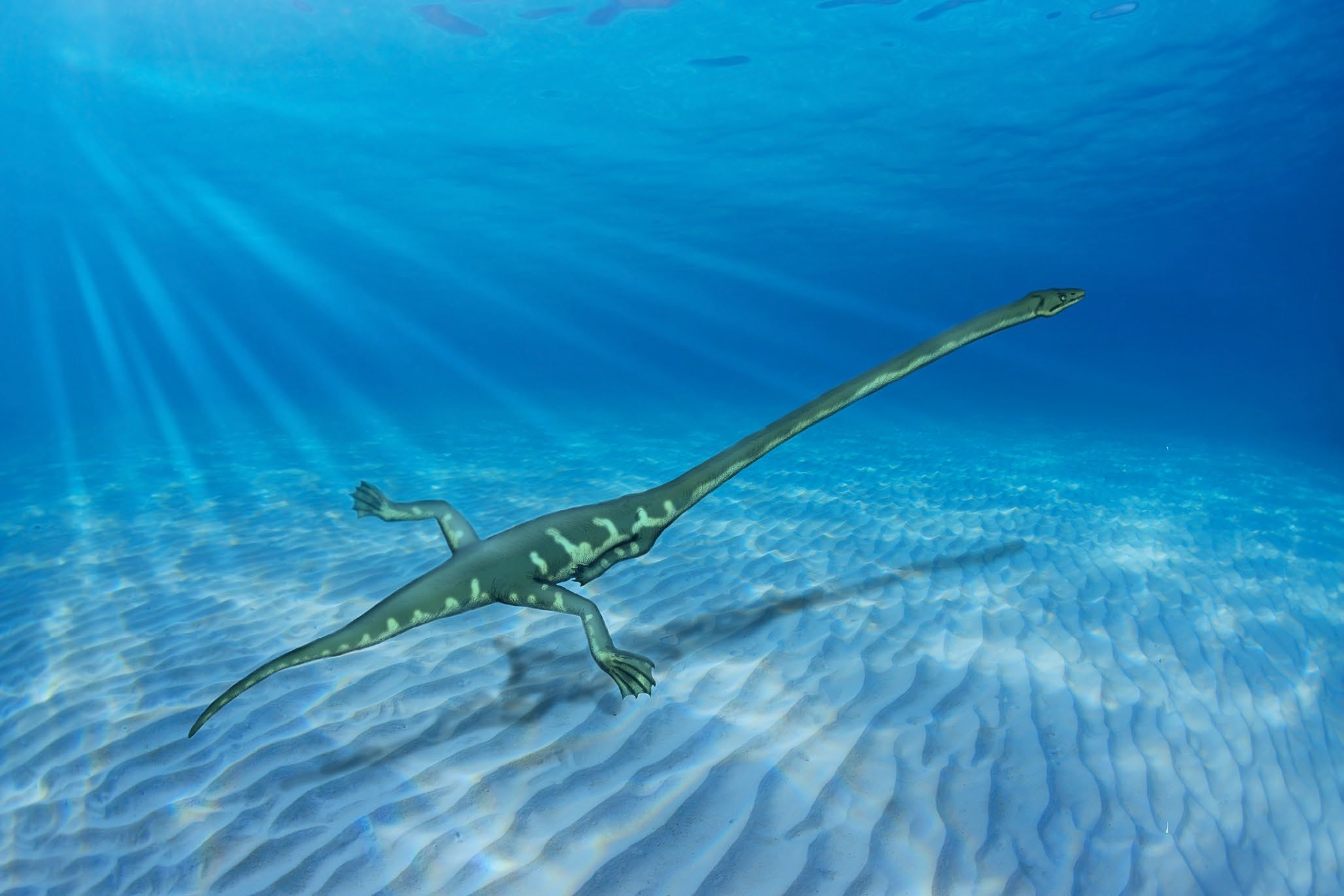
Autre restitution de Tanystropheus nageant, dans Renesto & Saller (2018).

La morphologie et le mode de vie de Tanystropheus représentent une véritable énigme de biomécanique : on a supposé qu'il était adapté à la chasse aux petites proies (céphalopodes, poissons…) dans les anfractuosités des récifs coralliens, soit en mode nageur, soit en mode terrestre sur l'estran, au bord des vaques d'eau de marée basse, avec le cou tendu horizontalement pour y pêcher les proies aquatiques. Mais d'autres paléontologues ont estimé qu'il n'aurait pas pu supporter le poids de son cou sur la terre ferme. Les reconstructions de l'animal en ont fait longtemps un être semi-aquatique dans des eaux peu profondes.
Comme Tanystropheus ne présente aucune adaptation morphologique à la vie aquatique, il a tout aussi bien pu vivre en forêt (mangrove) et y chasser en hauteur des proies arboricoles, mais dans ce cas l'objection est qu'il lui eut fallu un cœur très puissant et des valvules artérielles anti-reflux pour que le sang puisse irriguer le cerveau, or on n'en a nulle preuve.
En 2006, Silvio Renesto et al. décrivent un spécimen découvert en Suisse qui montre la présence de sphérules calcitiques près de la base de sa queue. Celles-ci témoignent de l'existence d'une grande masse musculaire sur ses pattes arrière et sa queue. Le poids important de ces muscles déplace le centre de gravité vers l'arrière de l'animal. Ceci suggère à Silvio Renesto que Tanystropheus était particulièrement bien stable et ancré sur son arrière-train pour pouvoir manœuvrer facilement son très long cou. Il en conclut que l'animal vivait probablement le long du rivage, capturant avec ses dents acérés des poissons et autres organismes marins en balançant son cou hypertrophié dans des eaux peu profondes.
Le fossile suisse de Tanystropheus a également montré, pour la première fois, des empreintes de tissus mous, dont des empreintes de la peau de l'animal. Il est couvert d'écailles de forme semi-rectangulaire qui ne se recouvrent pas les unes les autres.
En 2015, une étude conduite par le paléontologue britannique Mark Witton renforce l'hypothèse d'une vie à dominante terrestre. Outre le fait, déjà souligné, que Tanystropheus ne présente pas d'adaptation significative à la vie aquatique, il estime que le poids du cou, malgré sa longueur démesurée, ne représente que 20 % de la masse totale de l'animal et parait donc facilement manœuvrable. Il conclut que Tanystropheus aurait pêché à la manière d'un héron,.

## Liste des espèces
- † Tanystropheus conspicuus (espèce type)
- † Tanystropheus meridensis
- † Tanystropheus longobardicus

L'espèce la mieux connue est Tanystropheus longobardicus. En effet, la formation géologique de Besano en Italie (Ladinien), a livré de nombreux squelettes complets de jeunes Tanystropheus.